# Sivatagi róka
A sivatagi róka (Vulpes zerda) a ragadozók (Carnivora) rendjébe és a kutyafélék (Canidae) családjába  tartozó faj.
A rókák és egyben a kutyafélék családjának legkisebb termetű faja.

## Előfordulása
Észak-Afrika, a Sínai-félsziget és az Arab-félsziget sivatagaiban él.

## Leírása
Testtömege 0,7-1,6 kilogramm, testhossza 24–41 centiméter, farka 18–31 centiméter hosszú és fekete végű. Marmagassága alig éri el a 20 centimétert. A nagy fülei 10-15 centiméteresek; ezek a talaj alatt mozgó zsákmány észrevételére hasznosak; viszont ha kénytelen nappal is előjönni, akkor a fülei a nagy felületük miatt hőleadásra szolgálnak.
A bundája gyakran krémszínű és bolyhos, mely nappal védi az erős napsütéstől, míg éjszaka melegen tartja. Az összes rókafaj közül a sivatagi rókának van a legnagyobb füle a testéhez képest; mivel igen sok ér van a vékony füleiben, kiváló hőleadó rendszerként működik. A róka talpán vastag bunda van, így a forró homok nem égeti meg a talpát, és tompítja a lépései zaját. Orrán és a szemöldök tájékon hosszú szőrű bajusza van.
A többi rókafélétől eltérően a sivatagi rókának nincs szagmirigye („ibolyamirigy”) a farka tövében, továbbá csak 32 kromoszómával rendelkezik (a rókafajok esetén ez a szám 35-39). A sivatagi róka csapatokban él, ami szintén eltér a rókafélék életmódjától.

## Életmódja

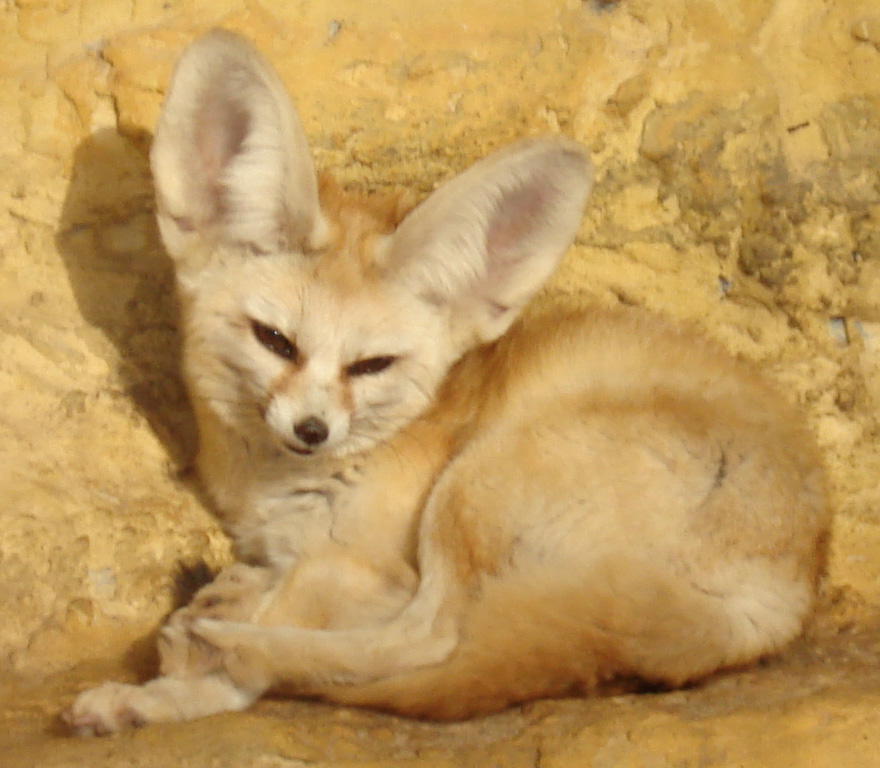

Társas állat, kisebb családi közösségeket alkot. A forró sivatagok lakója, olyan területeké, ahol némi száraz növényzet még megtalálható. Bár ragadozóként elsősorban gerinctelenekre, főleg rovarokra, kisebb gerincesekre vadászik, a táplálékának jelentős részét, közel 40-50%-át termések, levelek és gyökerek teszik ki, amelyekből fedezni tudja a napi vízszükségletét. Éjszakai vadász, főleg napnyugta és napkelte között mozog a szabadban, a nappali forróságot a maga által ásott üregekben pihenve vészeli át. A zsákmányát a talajból kiásva vagy hatalmas ugrásokkal szerzi meg. Mindkét esetben előzőleg a felderítéshez hatalmas füleit használja, és a fejét elforgatva méri be a cél pontos helyét.
Az üreg mérete a 120 m²-t is elérheti, és 10-15 bejárattal rendelkezhet. Ennek oka, hogy az üregben nem egyetlen rókacsalád él, hanem egy egész kolónia, vagyis sokszor több generáció él együtt. Az üreget a homokdűnék között, kemény homokból ássa ki, így azokban a szél kevés kárt tud tenni és nem omlik be könnyen.
Ha a kolónia kölykökkel gyarapodik, egy idő után a terület élelmiszerforrásai kimerülnek. Ilyenkor az egész kolónia felkerekedik és új lakóhelyet keres magának. Újabb idő elteltével visszaköltöznek a korábban használt üregekbe.

## Szaporodása
Akár 10 egyedből is álló családokban élnek, amelyeket a kizárólagosan szaporodó alfa-párok vezetnek. Változatos, néha furcsának tűnő hangon kommunikálnak egymással. Időnként több család is összeállhat, bonyolult üregrendszerek készítve. Azonban – hasonlóan a többi rókához – egyedül vadásznak. A párzási időszak télen kezdődik, a vemhesség 50-53 napig tart. Nem túl szapora állatok, az alom általában csak 2-4 kölyökből áll. A mindössze 50 grammos újszülötteknek 2 hét múlva nyílik ki a szemük. Hosszabb ideig szopnak, mint más rókák, kb. 3 hónapos korukig. Ivaréretté 6-9 hónaposan válnak. A természetben 10, állatkertekben 12 évig élnek.

## Érdekességek
Antoine de Saint-Exupéry világhírű remekművében, A kis hercegben szereplő Rókát, a kis herceg legjobb barátját tulajdonképpen nem az európai vörös róka, hanem valószínűleg a sivatagi róka ihlette. 1935 végén Saint-Exupéry egyik társával kényszerleszállást hajtott végre Egyiptomban, a Szaharában, ahol több ízben látott apró termetű sivatagi rókákat, de 1928-ban, Nyugat-Szaharából is egy olyan levelet írt húgának, amiben azt mondja, nagyon szereti ezt a kisállatot. A regényben a kis herceg panaszkodik is a pilótának, hogy a rajzain a rókának túl hosszúak a fülei.
Erwin Rommelnek, a második világháborús német Afrika Korps parancsnokának beceneve „Sivatagi Róka” volt.

## Állatkertekben
Magyarországon a Nyíregyházi Állatparkban,a Debreceni Állatkertben és a veszprémi Kittenberger Kálmán Növény- és Vadasparkban tartanak sivatagi rókákat.

## Képek

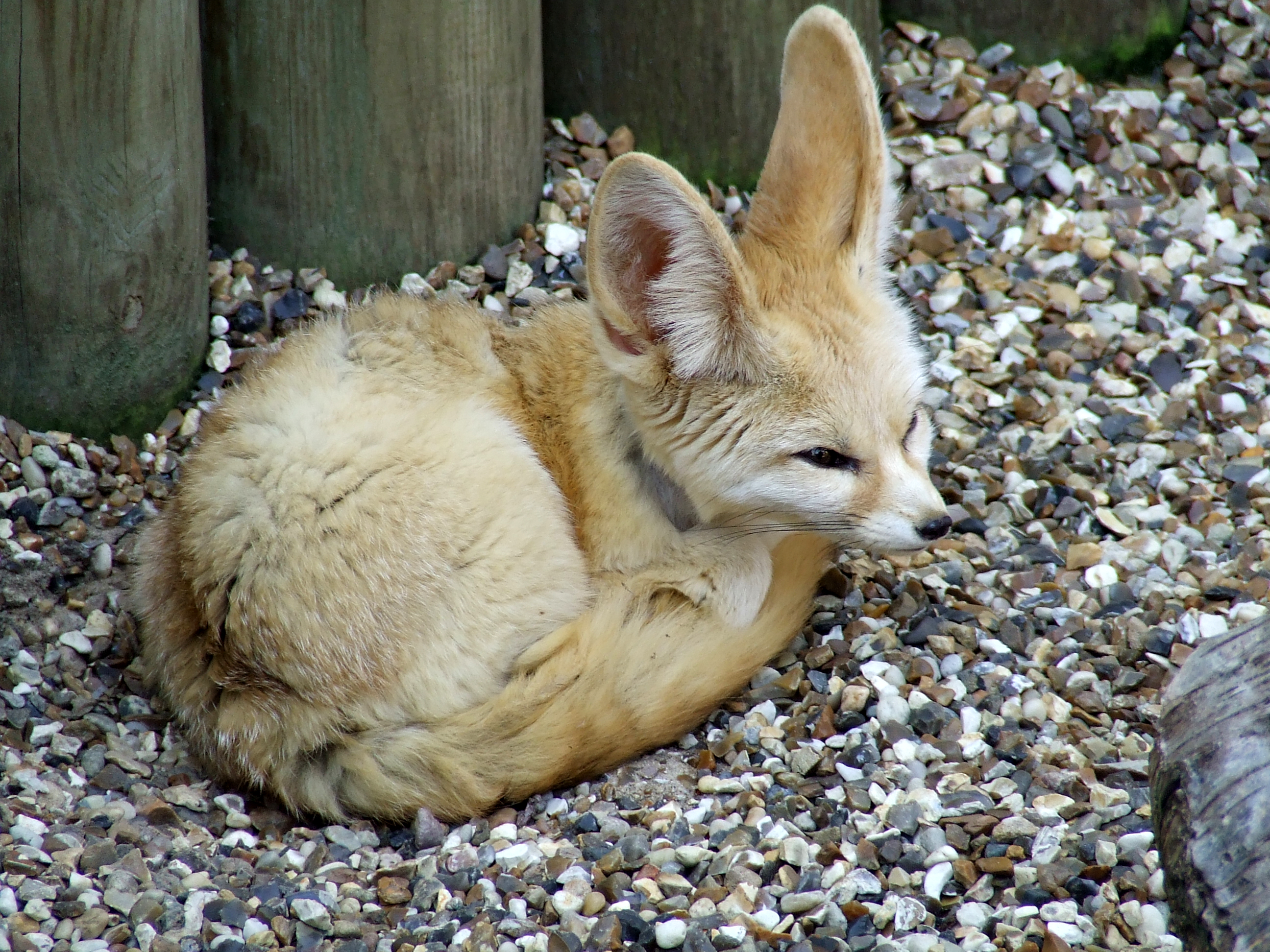
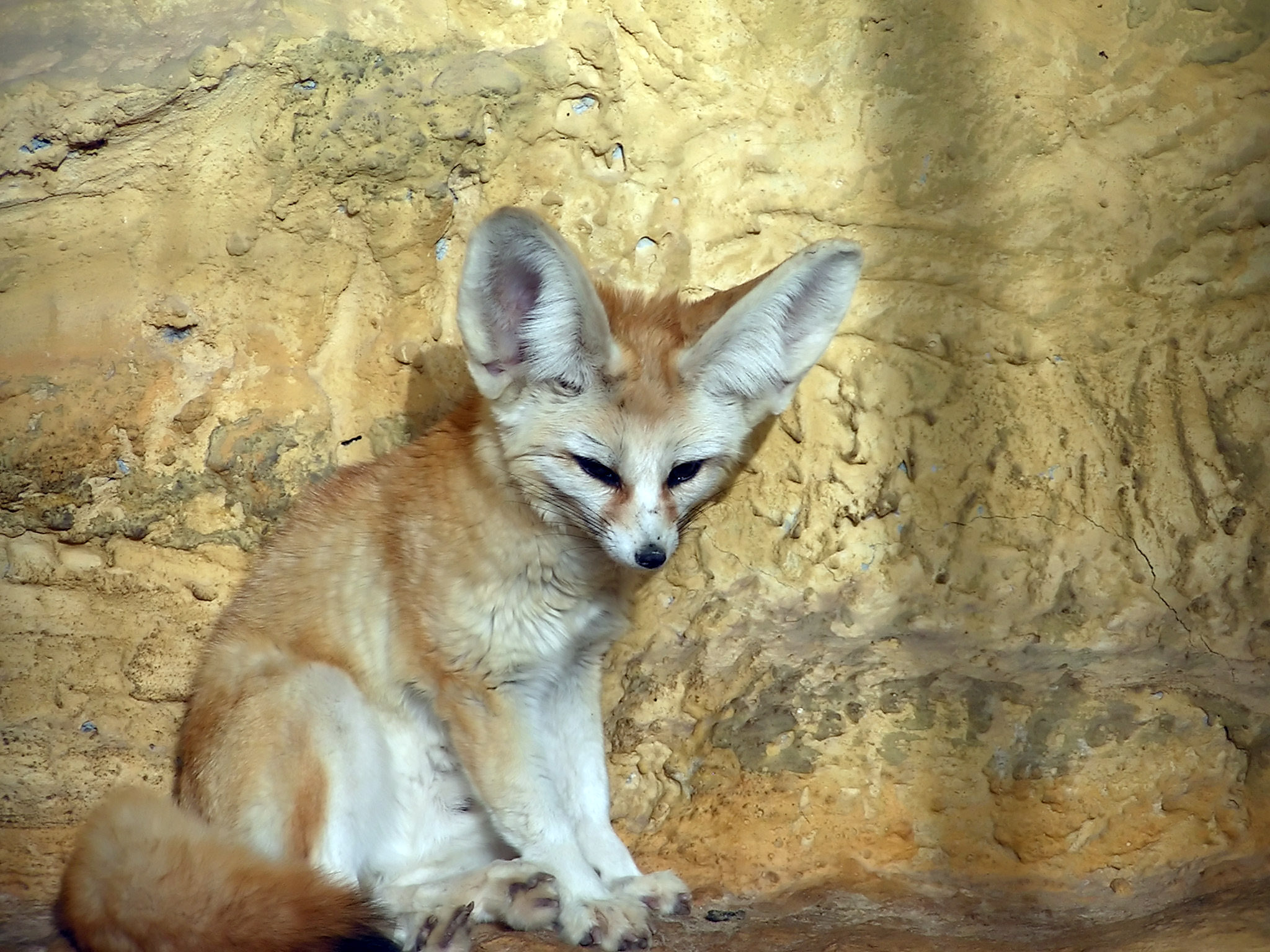
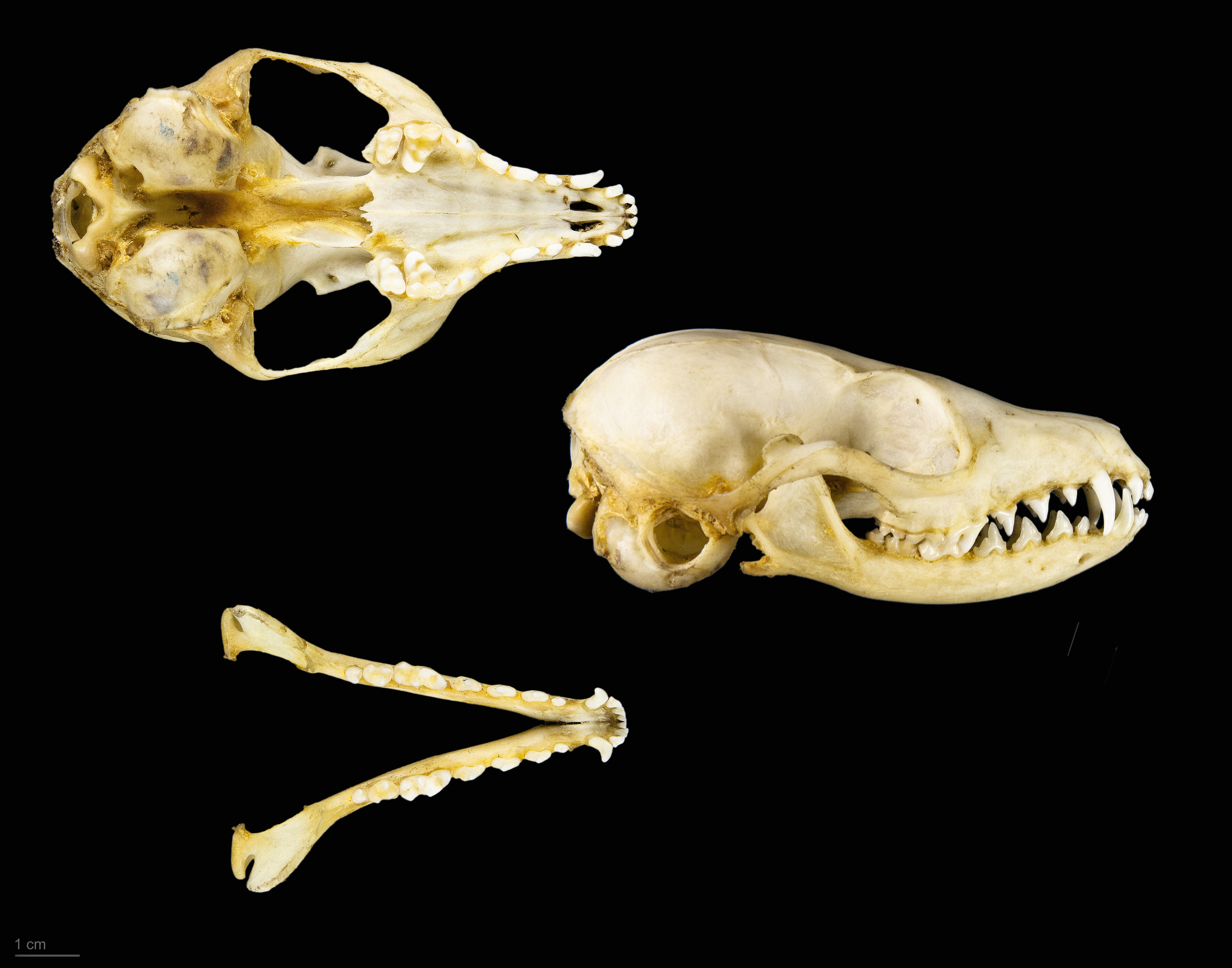
Vulpes zerda